# Historia: nivel 1
Historia: Nivel uno es una serie documental estrenada en Netflix el 22 de mayo de 2020. El mismo presenta diversos temas históricos a través del uso de gráficos, material de archivo y visualizaciones de datos.